# Paraparaumu
Paraparaumu è una cittadina situata nella zona sud-occidentale dell'Isola del Nord in Nuova Zelanda. È la sede amministrativa del distretto di Kapiti Coast e dista 50 km da Wellington, la capitale della Nuova Zelanda.
A Paraparaumu sorge il Kapiti Coast Airport, aeroporto privato che rappresenta il secondo aeroporto della regione di Wellington in ordine di importanza dopo l'aeroporto di Wellington.